# Woyzeck (pel·lícula)
Woyzeck [ˈvɔʏtsɛk] és una pel·lícula dramàtica alemanya de 1979 dirigida i produïda per Werner Herzog i protagonitzada per Klaus Kinski i Eva Mattes. El guió és del propi Herzog, qui en fa una adaptació de la peça inacabada Woyzeck del dramaturg alemany Georg Büchner.

## Sinopsi
Franz Woyzeck, un soldat ras estacionat a una ciutat provincial alemanya de mitjan segle xix, és el pare d'un fill il·legítim de la seva mestressa Marie. Woyzeck guanya diners addicionals per a la seva família realitzant treballs menials per al Capità i acceptant participar en experiments mèdics realitzats pel Doctor. En un d'aquests experiments, el doctor li diu a Woyzeck que no ha de menjar res més que pèsols. La salut mental de Woyzeck s'està trencant i comença a experimentar una sèrie de visions apocalíptiques. Mentrestant, Marie es cansa de Woyzeck i dirigeix la seva atenció a un guapo tambor major, que en una escena ambigua que té lloc al dormitori de Marie, dorm amb ella.
Al cap d'un temps, com que creixen les seves sospites d'infidelitat, Woyzeck s'enfronta al tambor major, qui el colpeja i l'humilia. Finalment, i a punt de patir una malaltia mental, Woyzeck apunyala Marie fins a la mort a un estany. Woyzeck llença el ganivet a l'estany i, mentre intenta rentar-se la sang, al·lucina que està nedant de sang i pel que sembla s'ofega i mor. Mentre recuperen els cadàvers, els ciutadans agraeixen el fet que s'hagi produït "un autèntic assassinat", distreient tothom de la seva vida, tan ensopidament avorrida.

### Interpretació de l'obra original inacabada
Com que els crítics no estan d'acord amb l'ordre que Büchner pretenia interpretar els fragments que han sobreviscut de la seva obra, és difícil afirmar si Herzog segueix l'obra. Va mantenir la trama general, però per necessitat va fer una interpretació de la millor manera de representar les escenes per retratar-la.

## Repartiment
- Klaus Kinski - Friedrich Johann Franz Woyzeck
- Eva Mattes - Marie
- Wolfgang Reichmann - Capità
- Willy Semmelrogge - Doctor
- Josef Bierbichler - Tambor Major
- Paul Burian - Andres
- Volker Prechtel - Handwerksbursche
- Dieter Augustin - Marktschreier
- Irm Hermann - Margret
- Wolfgang Bächler - Jueu

## Producció
El rodatge de Woyzeck a Telč, Txecoslovàquia, va començar justament cinc dies després d'acabar el rodatge de Nosferatu: Phantom der Nacht. Herzog va utilitzar la mateixa tripulació i estrella esgotats. Les escenes es van realitzar principalment amb una sola presa, cosa que va permetre la filmació tancar-se en només 18 dies; es va editar en només quatre. Herzog tenia previst utilitzar Bruno S. en el paper principal, però després va canviar d'opinió, considerant Kinski més adequat per a la peça.
En el 32è Festival Internacional de Cinema de Canes Eva Mattes va guanyar el premi a la millor actriu secundària per la seva part en aquesta pel·lícula. Herzog va ser nominat a la Palma d'Or. El 1981, la pel·lícula va guanyar el Guilde de Plata dels Guilde-Filmpreis.

## Recepció
Woyzeck té un 82% de puntuació a Rotten Tomatoes.

## Banda sonora
- La música de l'escena anterior als crèdits és la sonata de Piano Op. 81a de Beethoven, segon moviment ("Abwesenheit" o "Absència") interpretada en uns celesta.
- La música de corda dels crèdits d'obertura és interpretada pel Fidelquartett Telč, que també actua en directe durant la pel·lícula.[6] Sembla que l'actuació es va fer expressament per la pel·lícula, ja que no hi ha més referència disponible.
- L'última cançó dels crèdits de cloenda és el segon moviment (llarg) del concert d'Antonio Vivaldi per a llaüt i dos violins en D major (RV93), tocats amb la guitarra.